# リマ
リマ（スペイン語: Lima）は、ペルー共和国の首都で、政治、文化、金融、商業、工業の中心地。人口約1,035万人で、同国最大。南米有数の世界都市であり、近郊を含む都市圏人口は2016年では1,095万人で、世界第29位である。チャラと呼ばれる海岸砂漠地帯に位置する。市街地は植民地時代に建てられた建物が多く残るリマ・セントロ地区（1988年、ユネスコの世界遺産に登録）、それより海岸側の新市街（サン・イシドロ地区・ミラフローレス地区など三輪モトタクシー乗入れ禁止の閑静で裕福な地域）、それらの新旧市街地を取り巻く複数の人口密集地域(第二次世界大戦後に発展)、以上の三つに分類できる。リマは1535年にインカ帝国を征服したスペイン人のコンキスタドール、フランシスコ・ピサロによって築かれた。リマの名前の由来は市内を流れるリマック川（río Rimacが訛ったもの）に由来すると言われているが、当初の名前は"La Ciudad de los Reyes"（諸王の街）であった。

## 歴史
インカ帝国の支配が及ぶ前の先コロンブス期には既に現在のリマの場所にはいくつかのアメリカンインディアンのグループが居住していたと考えられており、大地神パチャカマックを信仰するイチマ文化を形成していた。3世紀から8世紀ごろにかけてルリン河谷のパチャカマを中心に発展したもので、この地にはいくつかの独特な遺構が残されている。インカ時代に入ると巨大な太陽神殿や月の館が建設され、宗教的な中心地の役割を果たすようになった。
1535年1月18日に、インカ帝国を征服したスペイン人のフランシスコ・ピサロらコンキスタドーレス一行は、リマック川右岸のリマの首長、タウリチェスコの館で、スペイン式の儀式に基づいて「副王たちの都」（"La Ciudad de los Reyes"）を創設した。場所の選定として最初はアンデス山脈中腹のハウハが候補に上ったが、高度と海路交通の不便さなどから見送られ、太平洋に面したリマク川の畔のリマの地が選定された。1542年にリマはペルー副王領の首都に指定され、ヌエバ・エスパーニャ副王領のメヒコ市と共に、それまでのイスパニョーラ島のサント・ドミンゴに代わってアメリカ大陸におけるスペイン植民地支配の中心地となった。

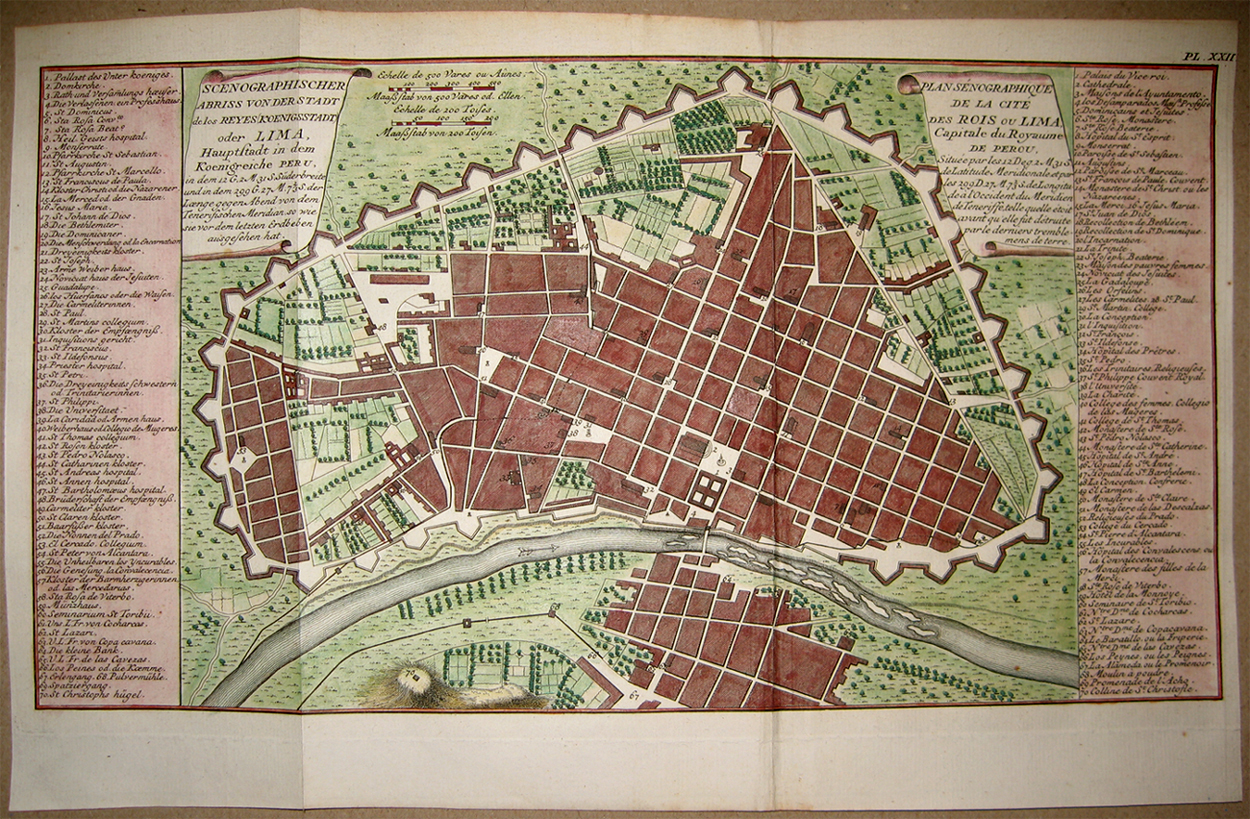
1750年当時の市街

16世紀から17世紀を通して、リマはスペインによる南米植民地支配の拠点として、アルト・ペルーのポトシや銀山の銀がヨーロッパに輸出されるための中継地点となったことで栄えた。1551年には南米最古の大学であるサン・マルコス大学が創設された。1614年には人口は25,000人を数えており、リマの発達と共に都市文化が栄え、サン・フランシスコ教会やトーレ・タグレ邸などの華やかな建築物が建造された。1687年と1746年の大地震は多くの建築物を破壊したが、リマの栄華は失われなかった。1761年に着任した副王アマトは大規模な都市計画や演劇の振興を行い、知識人の文化が栄えた。一方リマにはアフリカから連行された奴隷や、都市に流入した先住民系の住民、メスティーソなどの人々も存在し、白人上流階級の文化とは別に彼等独自のクレオール文化が育まれた。
1808年のナポレオン・ボナパルトが自身の兄をスペイン王ホセ1世として即位させると、それに反発する民衆蜂起からスペイン独立戦争が勃発、イスパノアメリカのクリオージョ達は、ホセ1世への忠誠を拒否し、ラテンアメリカ大陸部の独立戦争が始まった。リマのクリオージョは特権を失うことを恐れて独立に消極的だったが、1821年にアルゼンチンからホセ・デ・サン＝マルティンがリマを解放し、独立宣言を発した。その後リマは独立勢力の混乱の中で再びスペイン王党派軍に奪回されたが、最終的にシモン・ボリーバルとアントニオ・ホセ・デ・スクレがアヤクーチョの戦いでペルー副王ホセ・デ・ラ・セルナ率いる王党派軍を壊滅に追いやったことにより、ペルーの独立は確定した。
独立後のペルーの政治は安定せず、各地でカウディージョが跋扈していたが、ラモン・カスティーリャが一定の安定を実現すると、ペルーはグアノの輸出によって近代化を実現しはじめ、ガス灯や鉄道が建設され、1872年に都市計画のためにリマの城壁は破壊された。また、19世紀の半ばからヨーロッパや清（中国）からの移民がペルーに導入され、19世紀末には日本人移民も導入された。これらの移民はコスタの大農園で労働者として働いた後に、多くはリマに流入して小商店主などになった。
1879年に勃発した太平洋戦争でペルーが劣勢に陥ると、1881年にチリ軍はリマを占領した。チリの支配は二年間続き、アンコン条約が結ばれるまでチリ軍は撤退しなかった。
1940年には大地震が起き、以降スラムの建設が盛んになった。また、同年満州事変以来高まる排日運動を背景に、暴動が勃発した。第二次世界大戦後にはペルー各地から人々が移り住んできたことから市街が急速に拡大し、一大都市へと変貌していき、人口は1940年の35万人から1980年までの40年間で実に11倍も増加している。
1968年に軍事革命でベラスコ将軍が政権を握り、ペルー革命が始まると、リマ周辺のスラムは「若い町」（プエブロ・ホーベン）と呼ばれ、スラムでの自治運動が推進された。
| Urban area of Lima when the city was founded (1535) | Urban area of Lima and Callao in 1750 |

| Urban area of Lima and Callao in 1910 | Urban area of Lima and Callao in 1940 |

| Urban area of Lima and Callao in 1970 | Urban area of Lima and Callao in 1995 |

## 地理
南緯12度36分、西経77度12分に位置し、市内をリマック川が東から西に流れ市を2分している。北にHuaral郡、南にCañete郡、東にCanta郡とワロチリ郡、西に太平洋と面している。
アンコンの沖にはペスカドレス島がある。

### 気候
南緯12度と低緯度であるが沿岸を北流するペルー海流の影響によって気温は比較的低く、概ね27℃から14℃の間である。平均温度は18℃で平均湿度は87.1%であるが、冬は毎日のように海霧がたちこめ湿度は常に100%近くになる。曇天の日が多いが、海岸砂漠地帯（コスタ）に属し年間降水量は30mm程度である。エジプトのカイロより、降水量が少なく、ケッペンの気候区分では砂漠気候（BW）に属する。
| リマの気候                    | リマの気候  | リマの気候  | リマの気候  | リマの気候  | リマの気候  | リマの気候  | リマの気候  | リマの気候  | リマの気候  | リマの気候  | リマの気候  | リマの気候  | リマの気候   |
| 月                            | 1月         | 2月         | 3月         | 4月         | 5月         | 6月         | 7月         | 8月         | 9月         | 10月        | 11月        | 12月        | 年           |
| ----------------------------- | ----------- | ----------- | ----------- | ----------- | ----------- | ----------- | ----------- | ----------- | ----------- | ----------- | ----------- | ----------- | ------------ |
| 平均最高気温 °C （°F）        | 25.8 (78.4) | 26.5 (79.7) | 26.0 (78.8) | 24.3 (75.7) | 21.7 (71.1) | 19.7 (67.5) | 18.7 (65.7) | 18.4 (65.1) | 18.7 (65.7) | 19.9 (67.8) | 21.9 (71.4) | 23.9 (75)   | 22.1 (71.8)  |
| 平均最低気温 °C （°F）        | 19.1 (66.4) | 19.4 (66.9) | 19.2 (66.6) | 17.6 (63.7) | 16.1 (61)   | 15.3 (59.5) | 15.0 (59)   | 14.6 (58.3) | 14.6 (58.3) | 15.2 (59.4) | 16.4 (61.5) | 17.7 (63.9) | 16.7 (62.1)  |
| 降水量 mm （inch）            | 0.9 (0.035) | 0.3 (0.012) | 4.9 (0.193) | 0 (0)       | 0.1 (0.004) | 0.3 (0.012) | 0.3 (0.012) | 0.3 (0.012) | 5.4 (0.213) | 0.2 (0.008) | 0 (0)       | 0.3 (0.012) | 13.0 (0.512) |
| 出典：世界気象機関 (国際連合) |             |             |             |             |             |             |             |             |             |             |             |             |              |

## 住民
リマ市の民族構成は以下のようになっている。
- 混血（メスティーソ）：40%
- インディオ（先住民）：29%
  - ケチュア人：85%
  - アイマラ人：15%
- ヨーロッパ系：25%
  - スペイン系：65%
  - イタリア系・ドイツ系・その他：35%
- アジア系（主に日系と中国系）：3%
- アフリカ系黒人：3%

## 行政区分
リマ郡は42の地区からなる。
1. アンコン地区（Ancón）
2. サンタ・ロサ地区（Santa Rosa）

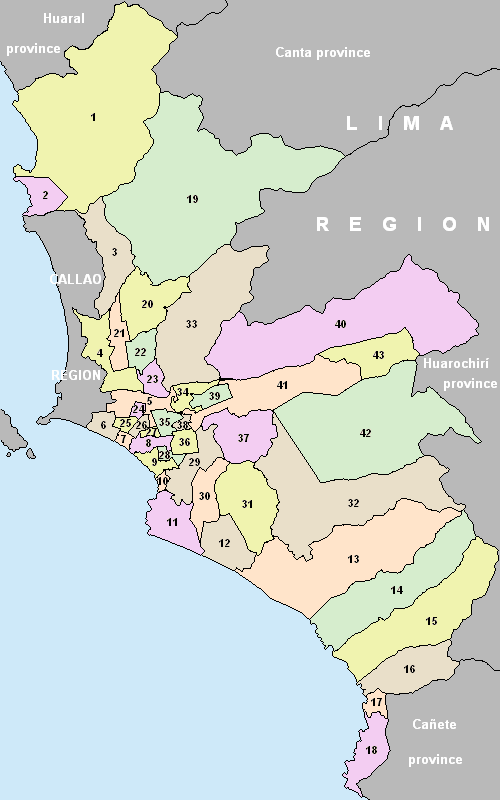
リマの行政区分

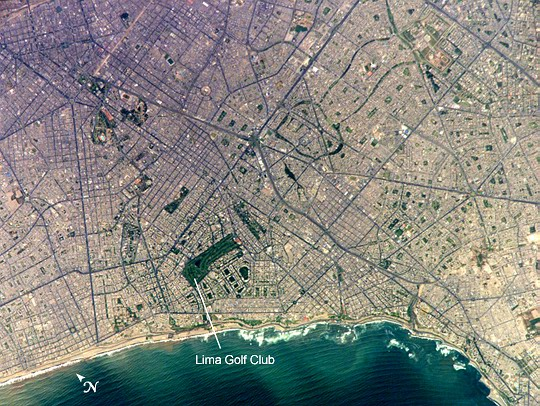
衛星写真

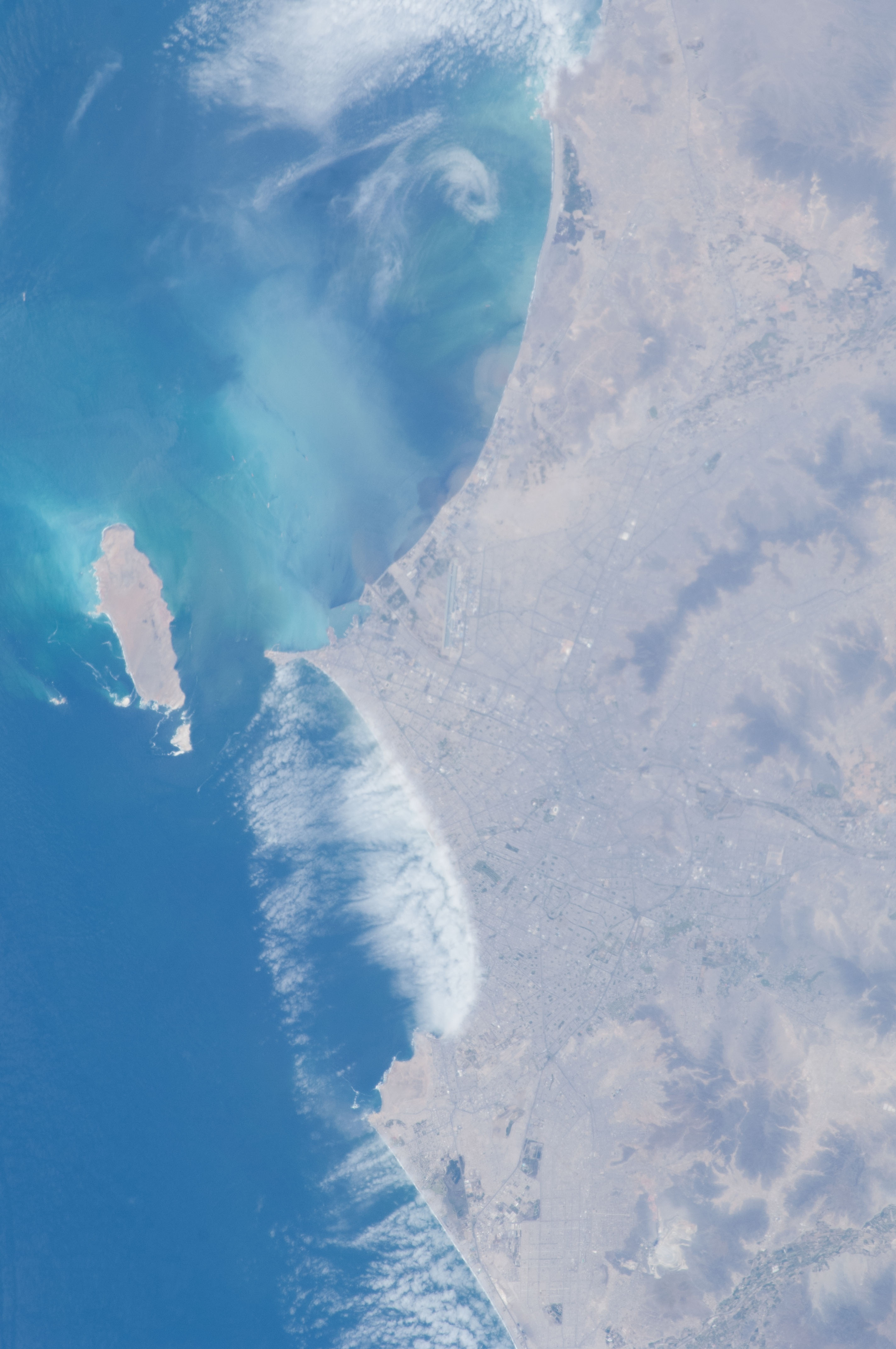
衛星写真

3. プエンテ・ピエドラ地区（Puente Piedra）
4. サン・マルティン・デ・ポーレス地区（San Martín de Porres）
5. リマ・セントロ地区（Lima）
6. サン・ミゲル地区（San Miguel）
7. マグダレーナ・デル・マール地区（Magdalena del Mar）
8. サン・イシドロ地区（San Isidro）
9. ミラフローレス地区（Miraflores）
10. バランコ地区（Barranco）
11. チョリージョス地区（Chorrillos）
12. ビジャ・エル・サルバドル地区（Villa El Salvador）
13. ルリン地区（Lurín）
14. プンタ・エルモッサ地区（Punta Hermosa）
15. プンタ・ネグラ地区（Punta Negra）
16. サン・バルトロ地区（San Bartolo）
17. サンタ・マリア・デル・マール地区（Santa María del Mar）
18. プクサーナ地区（Pucusana）
19. カラバイージョ地区（Carabayllo）
20. コマス地区（Comas）
21. ロス・オリーボス地区（Los Olivos）
22. インデペンデンシア地区（Independencia）
23. リマック地区（Rímac）
24. ブレーニャ地区（Breña）
25. プエブロ・リブレ地区（Pueblo Libre）
26. ヘスス・マリア地区（Jesús María）
27. リンセ地区（Lince）
28. スルキージョ地区（Surquillo）
29. サンティアゴ・デ・スルコ地区（Santiago de Surco）
30. サン・フアン・デ・ミラフローレス地区（San Juan de Miraflores）
31. ビジャ・マリア・デル・トリウンフォ地区（Villa María del Triunfo）
32. パチャカマック地区（Pachacámac）
33. サン・フアン・デ・ルリガンチョ地区（San Juan de Lurigancho）
34. エル・アグスティーノ地区（El Agustino）
35. ラ・ビクトリア地区（La Victoria）
36. サン・ボルハ地区（San Borja）
37. ラ・モリーナ地区（La Molina）
38. サン・ルイス地区（San Luis）
39. サンタ・アニータ地区（Santa Anita）
40. ルリガンチョ‐チョシカ地区（Lurigancho）
41. アテ地区（Ate）
42. シエネギージャ地区（Cieneguilla）
43. チャクラカジョ地区（Chaclacayo）

## 経済
ペルーの中枢機関が集中しており、政治・行政の中心として栄える。産業面では織物・食品・皮革・ゴム・製粉といった工業が発達し、全国の工業生産の60%を占めるとともに、商業の80%がこの地に集中している。

## 交通

### 鉄道
- リマ地下鉄

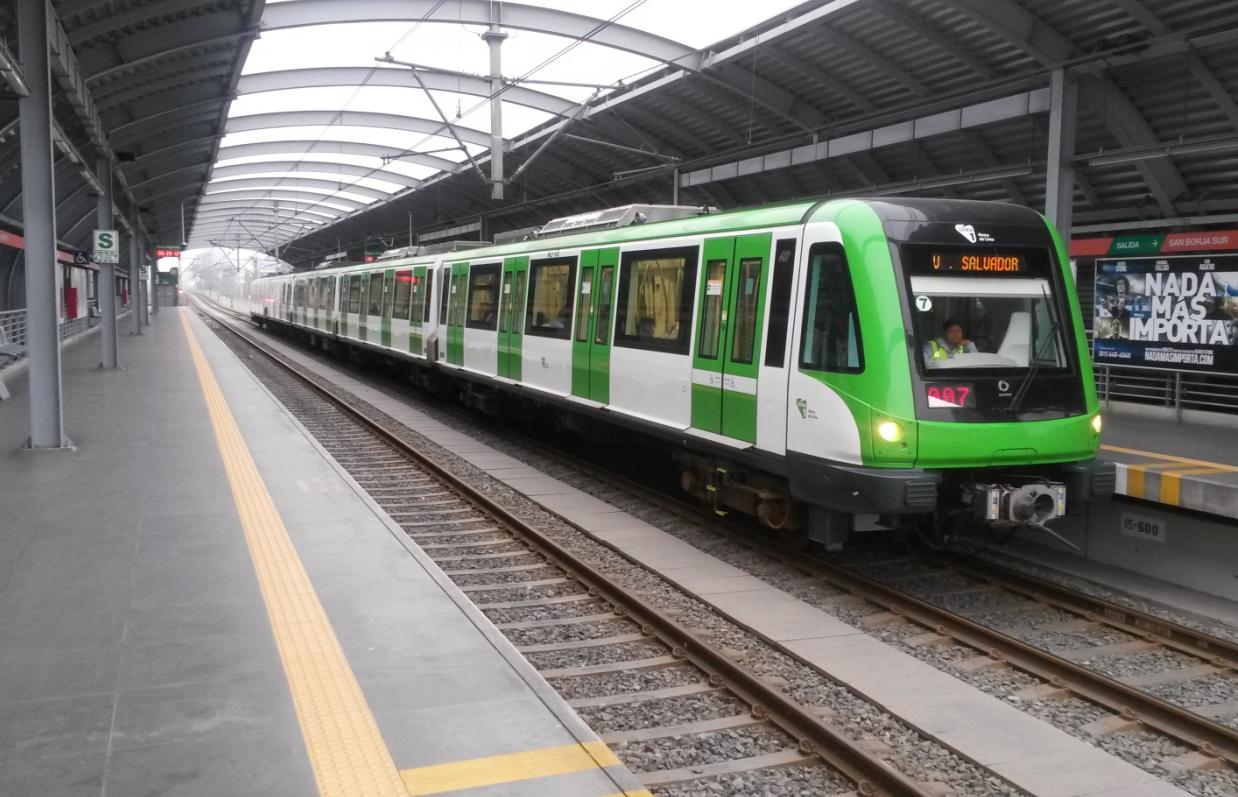
リマ地下鉄1号線の駅と車両

ビジャ・エル・サルバドール駅からバジョーバル駅までの26駅の区間を1号線として運行されている。この1号線は高架線であり、2017年10月現在、路面電車や地下線はまだ存在しない。そのため、看板表示などには「Metro／メトロ(地下鉄)」と表記されているにもかかわらず市民の間では「Tren／トレン(電車)」と呼ばれており、「Metro／メトロ」と言えば商標を有している大手スーパーマーケット名のことである場合が多い。開発中の2号線（地下線）は当初2016年開通予定であったが、見通しは不透明である(2017年10月現在)。

### 空港

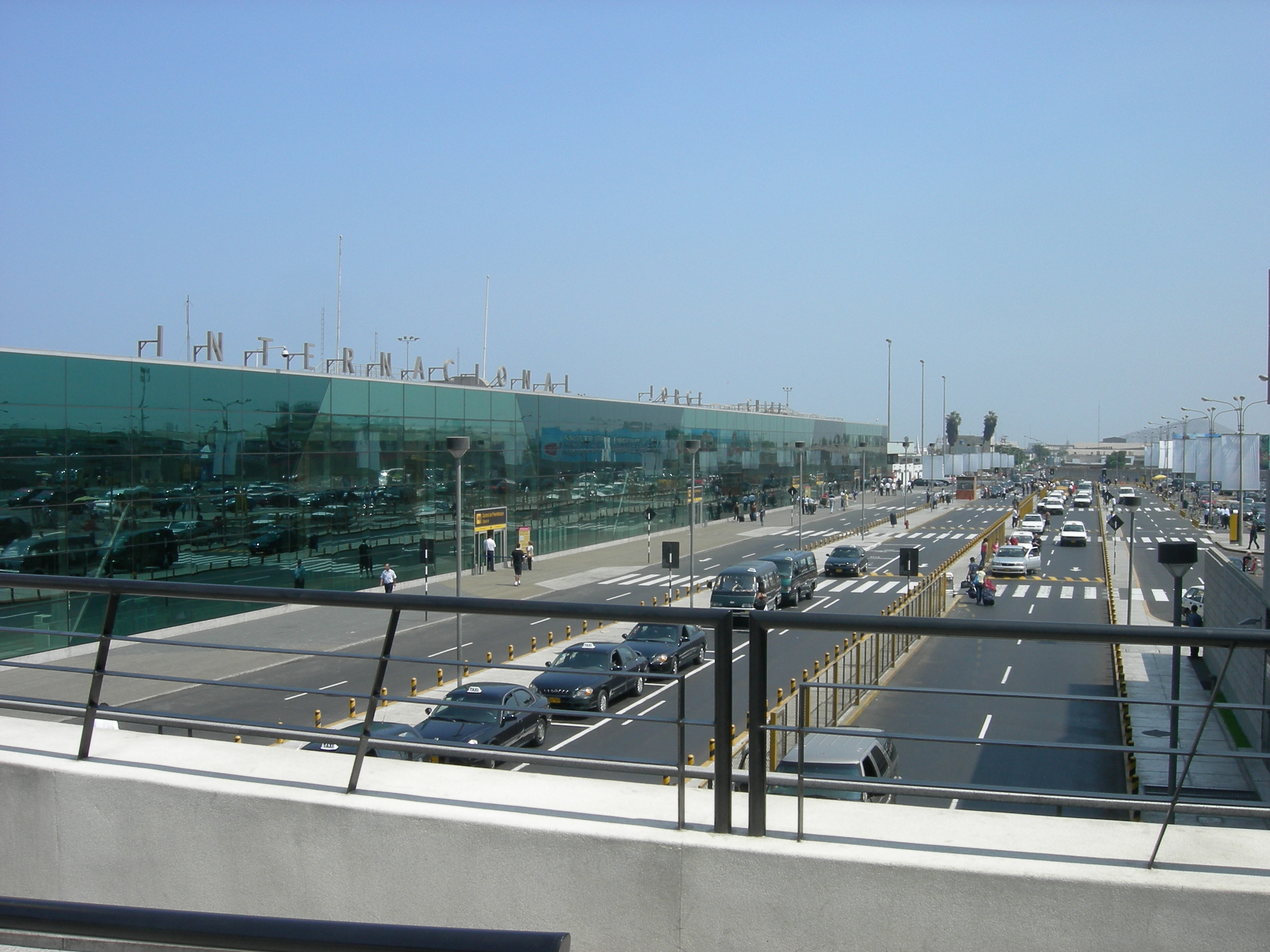
ホルヘ・チャベス国際空港

- ホルヘ・チャベス国際空港

### 道路
リマの道路網は次の4つの形態に分類される。
- 高速道路（Vias Expresas）
- 幹線道路（Vias Arteriales）
- コレクター道路（Vias Colectoras）
- 地方道路（Vias locales）

### バス
個人経営の大型 (Omnibus、Microbus) と中型 (Combi) のバスが走っており、決まったルートを走りながら客を集め、降りたい場所を告げれば降ろしてもらえる。
- メトロポリタノ

2010年に開通した市営のバス高速輸送システム(BRT)。チョリージョス駅からインデペンデンシア駅までの38駅で構成された26kmの専用路線を2両編成のシャトルバスが行き交う。支払いはICカードで行う。

### タクシー

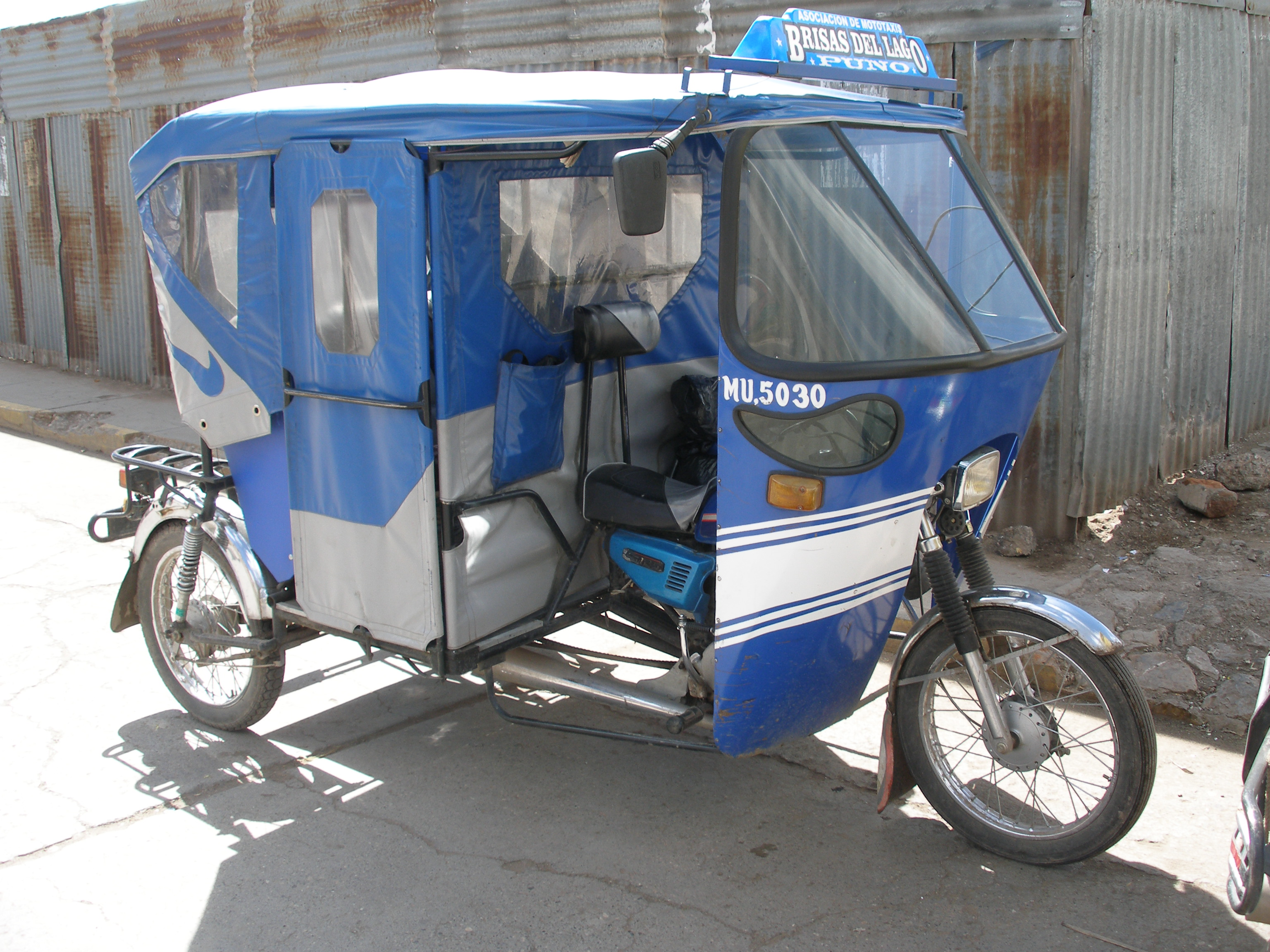
モトタクシー

タクシーは自家用車やライトバンをそのまま転用しているものも多く、また整備不十分な中古車も多い。目印は屋根に取り付けられたプラスチックの"TAXI"表示やフロントガラスに貼られる脱着可能シールでの表示。タクシーメーターがついていないので値段は乗る前に運転手と交渉することになる。交差点やバス停付近で知らない人同士を乗合で乗客として集めるタクシーも多く存在し、活用されている。

### モトタクシー
特に郊外の丘陵地に広がる住宅地域で市民の足として広く利用されている。乗合も含めて1台に3人まで乗れる。屋根や後部に家具などをも縛り付けて運んでいる。ただし、サン・イシドロ地区やミラフローレス地区など市街地中心部では乗入れ規制により見かけることがない。

## 観光名所

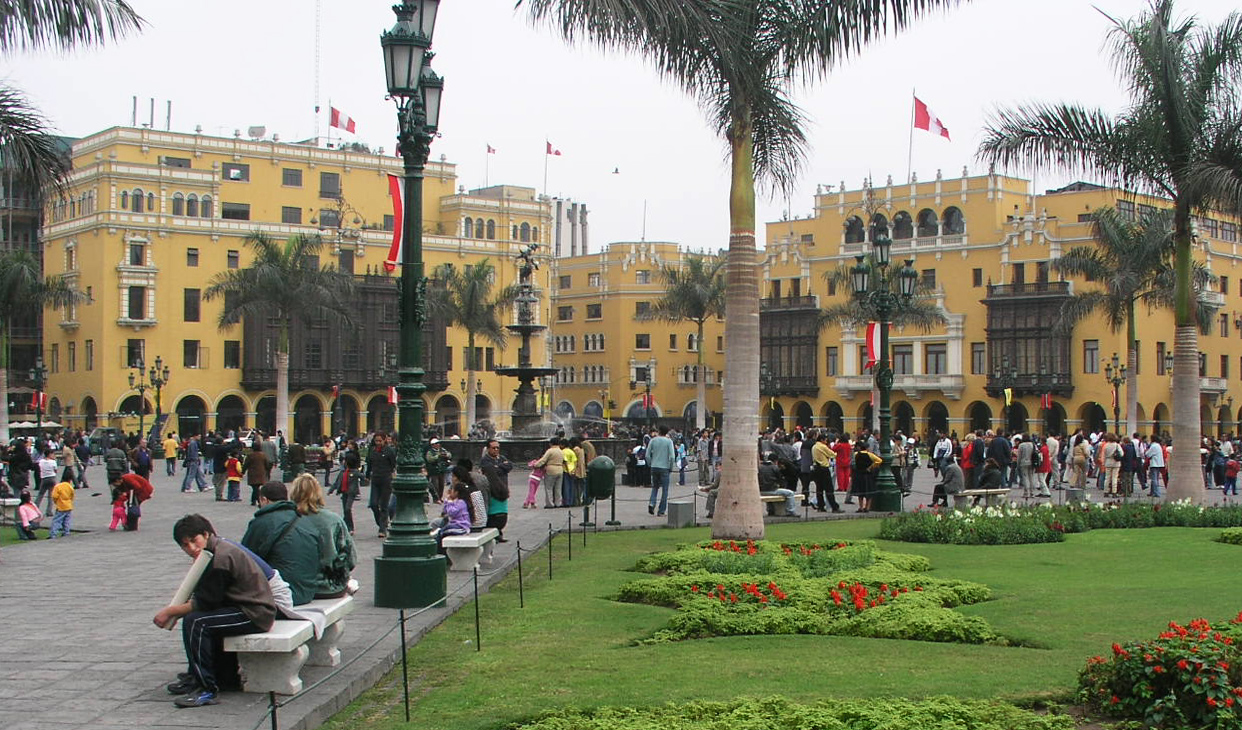
マヨール広場

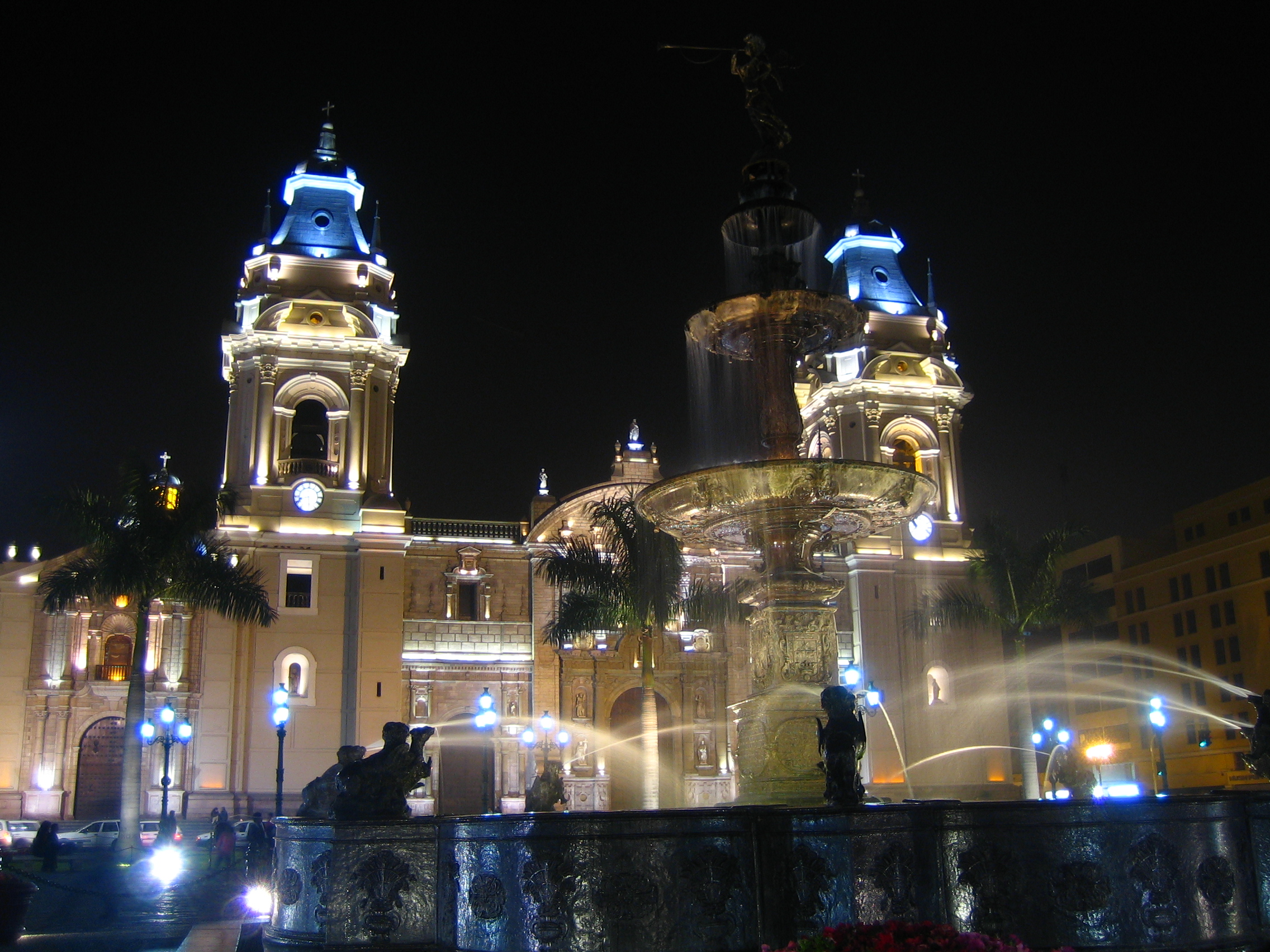
カテドラル

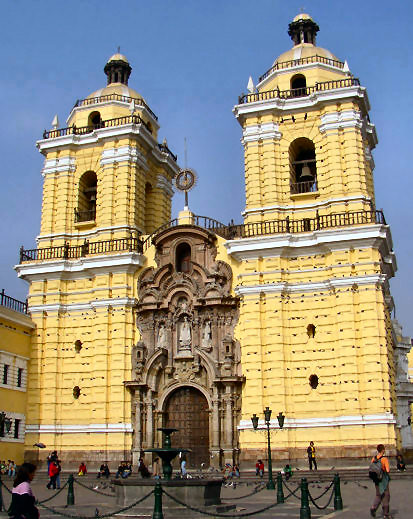
サン・フランシスコ教会

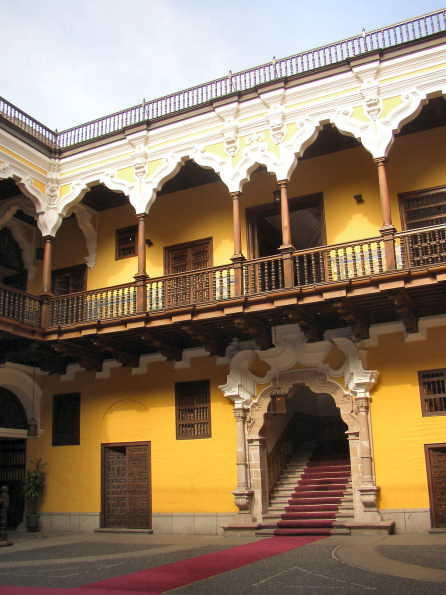
トーレ・タグレ宮殿

### 旧市街（セントロ地区）
- マヨール広場（旧アルマス広場） - 大統領府、カテドラル、市庁舎及び市の主要公共施設が立ち並ぶ。
- カテドラル - フランシスコ・ピサロが自らの手で礎石を置いたとされペルーでもっとも古い大聖堂。フランシスコ・ピサロの遺体が安置されている。
- サント・ドミンゴ教会 - ペルーの二大聖者サンタ・ロサとフライ・マルティンが祀られている。
- サン・フランシスコ教会・修道院 - 17世紀前半にスペインから直接輸入された美しいセビリアンタイルで有名。
- ラ・メルセー教会 - ペルー軍の守り神、聖女メルセーが祀られている。
- トーレ・タグレ宮殿 - ペルー独立運動の英雄サン・マルティン将軍が命じてトーレ・タグレ公爵のために建てさせた。美しい木製のバルコニーで有名。現在は外務省のビルとして使われている。
- ラ・インキシシオン宮殿 - 植民地時代の宗教裁判所。植民地時代の異教徒に対する拷問を等身大の蝋人形を使い再現している。
- ラ・ウニオン通り - 旧市街のメインストリート
- サン・マルティン広場 - ペルー独立運動の英雄サン・マルティンの銅像が立つ。近くに黒い看板のケンタッキーがある。

### 新市街（ミラフローレス区、サン・イシドロ区）
旧市街から30分ほどのところに離れた海岸沿いにある高級住宅地。カジノ、高級ブティック、ホテル、レストラン等が建ち並ぶ。
- ワカ・ウアジャマルカ - 西暦200年頃から500年頃のプレ・インカ時代のピラミッド。650年頃まで儀式を行う神殿として使われていた。
- ワカ・プクジャーナ - 西暦200年頃から700年頃のリマ文明の遺跡。土器やミイラが出土している。
- ラルコ・マール - ボウリング場、クラブ、映画館、レストランがある。若者に人気。
- ジョケイ・プラザ　－　デパート、レストラン、ボウリング場、映画館がある。

### 博物館
- 黄金博物館 - 1階に武器、地下にプレインカ、インカ時代の金、銀、銅、宝石入りの装飾品、食器、議式用品等が陳列されている。
- 天野博物館 - リマで活躍した日本人実業家、天野芳太郎が収集したプレインカ、インカ時代の織物や土器などが展示されている。日本語による解説が受けられる。
- ラファエル・ラルコ・エレラ博物館 - ミイラを一般に公開している。別館に展示されているインカ時代のエロティックな土器で有名。
- 国立博物館 - ペルー文化庁管理の博物館。
- 宗教裁判所博物館

### 近郊
- ピスコ - リマから南へ237kmのところにあるカヤオ港と並ぶ港町。有史以前から文明が栄えており、当時の遺跡と植民地時代のコロニアル・スタイルの建物が多く残っている。
- バジェスタス島 - リトル・ガラパゴスの別名を持つ。アシカ、海鳥、ペンギン等が見られる。
- パチャカマ神殿 - リマから南へ30kmのところにある太陽の神殿、月の神殿、太陽の処女の館からなるパチャカマ文化の遺跡。

## 教育
- サン・マルコス大学（ウニベルシダー・ナシオナル・マヨール・デ・サン・マルコス 1551年5月12日創設）
- 国立工科大学
- フェデリコ・ビジャレアル国立大学
- ラ・モリナ国立農業大学
- ペルー・カトリカ大学
- 太平洋大学
- リマ大学
- リカルド・パルマ大学
- サン・マルティン・デ・ポレス大学

## 世界遺産
1988年にサン・フランシスコ教会・修道院が、1991年に「リマ歴史地区」が全体としてユネスコの世界遺産に登録。

### 登録基準
この世界遺産は世界遺産登録基準のうち、以下の条件を満たし、登録された（以下の基準は世界遺産センター公表の登録基準からの翻訳、引用である）。
- (4) 人類の歴史上重要な時代を例証する建築様式、建築物群、技術の集積または景観の優れた例。

## 姉妹都市
| - オースティン、アメリカ合衆国 - クリーブランド、アメリカ合衆国 - マイアミ、アメリカ合衆国 - アクヒサール、トルコ - ボルドー、フランス - 北京、中華人民共和国 - マドリード、スペイン | - メキシコシティ、メキシコ - サンパウロ、ブラジル - ブエノスアイレス、アルゼンチン - グアダラハラ、メキシコ - モントリオール、カナダ - ボゴタ、コロンビア |